# 31 januari
31 januari är den 31:a dagen på året i den gregorianska kalendern. Det återstår 334 dagar av året (335 under skottår).

## Återkommande bemärkelsedagar

### Nationaldagar
- Naurus nationaldag (till minne av självständigheten från Australien 1968)

### Flaggdagar
- Nederländerna: Prinsessan (före detta drottningen) Beatrix födelsedag (ej att förväxla med den förra Drottningdagen, som hölls den 30 april, numera ersatt av Koningsdag)

## Namnsdagar

### I den svenska almanackan
- Nuvarande – Ivar och Joar
- Föregående i bokstavsordning
  - Iva – Namnet infördes på dagens datum 1986, men utgick 1993.
  - Ivan – Namnet infördes på dagens datum 1986, men flyttades 1993 till 24 maj, där det har funnits sedan dess.
  - Ivar – Namnet förekom på 1790-talet på 2 mars, men utgick sedan. 1901 återinfördes det på dagens datum, där det har funnits sedan dess.
  - Joar – Namnet infördes 1986 på 13 juli, men flyttades 1993 till dagens datum och har funnits där sedan dess.
  - Vigilius – Namnet fanns, till minne av biskopen Vigilius i Trident (nuvarande Trento i norra Italien), som 405 blev stenad till döds och helgonförklarad, på dagens datum före 1901, då det utgick.
- Föregående i kronologisk ordning
  - Före 1901 – Vigilius
  - 1901–1985 – Ivar
  - 1986–1992 – Ivar, Iva och Ivan
  - 1993–2000 – Ivar och Joar
  - Från 2001 – Ivar och Joar
- Källor
  - Brylla, Eva (red.): Namnlängdsboken, Norstedts ordbok, Stockholm, 2000. ISBN 91-7227-204-X
  - af Klintberg, Bengt: Namnen i almanackan, Norstedts ordbok, Stockholm, 2001. ISBN 91-7227-292-9

### Finlandssvenska almanackan
- Nuvarande från 1973[1] – Alfhild, Alfa
- I föregående revideringar[a][2]
  - 1929–1972 – Alfhild

## Händelser
- 314 – Sedan Miltiades har avlidit den 10 januari väljs Silvester I till påve.
- 1208 – Den erikska ätten besegrar under Erik Knutssons ledning den sverkerska, som leds av kung Sverker den yngre, i slaget vid Lena i Västergötland. Därmed kan Erik avsätta Sverker och själv utropa sig till kung av Sverige. Sommaren 1210 gör Sverker ett försök att återta kronan, men blir då besegrad för gott, då han stupar i slaget vid Gestilren.
- 1659 – Under det pågående svensk-polska kriget intar svenskarna den polska staden Konitz.
- 1906 – De sydamerikanska länderna Colombia och Ecuador drabbas av en jordbävning med en magnitud av 8,8 på richterskalan, varvid omkring 1 000 personer omkommer.
- 1917 – Som ett led i sin krigföring meddelar Tyskland USA och andra neutrala stater att det, under det rådande första världskriget, ämnar återuppta det oinskränkta ubåtskriget,[3] vilket innebär att tyska ubåtar är fria att sänka varje fartyg de uppbringar, utan förvarning eller hänsyn till antalet människoliv som kan gå till spillo eller deras nationalitet.[4] Denna taktik har tyskarna använt under våren och sommaren 1915[5] och från och med dagen därpå återupptas den, för att användas fram till krigsslutet 1918.[3]
- 1937 – 31 sovjetiska medborgare avrättas, åtalade och dömda för landsförräderi och trotskism.
- 1947 – Det avslöjas att den svenska säkerhetstjänsten under det nyss avslutade andra världskriget bland annat har skickat tillbaka tyska flyktingar till Tyskland.
- 1958
  - Den amerikanske fysikern James Van Allen upptäcker de radioaktiva strålningsbälten i rymden som sedan därför kommer att uppkallas efter honom.
  - USA gör sin första lyckade uppskjutning av en satellit (Explorer 1)[6], fyra månader efter att den sovjetiska Sputnik 1 har skjutits upp.
- 1967 – Den svenske barnpsykiatern Gustav Jonsson utger sin doktorsavhandling, som handlar om de barn (framförallt pojkar) i åldrarna 7–15 år, som tas om hand i barnbyn Skå på Färingsö utanför Stockholm. Häri lanserar han begreppet socialt arv, som en förklaringsmodell till varför barnen har hamnat på glid i samhället, nämligen att deras föräldrars sociala svårigheter ”går i arv” till barnen.
- 1971 – Apollo 14 skjuts upp[6]
- 1972 – Sveriges televisions lokala nyhetsprogram Västnytt börjar sändas under namnet Västsvenska nyheter. Det blir därmed det andra lokala nyhets-tv-programmet i landet, efter Sydnytt, som började sändas 1970.
- 1982 – Den svenske skridskolöparen Tomas Gustafson sätter nytt världsrekord på 10 000 meter hastighetsåkning med tiden 14.23,59 under årets skridsko-EM i Oslo.
- 1986 – Lars Gyllensten, som har varit Svenska Akademiens ständige sekreterare sedan 1977, avgår från posten och efterträds av Sture Allén, som kommer att inneha den till 1999.
- 2020
  - Storbritannien lämnar Europeiska unionen (även känt som Brexit).
  - Det första fallet i Sverige av covid 19-viruset upptäcks i Jönköping.

## Födda
- 1517 – Gioseffo Zarlino, italiensk musikteoretiker
- 1569 – Johan Gyllenstierna den äldre, svensk amiral
- 1597 – Jean-François Régis, fransk jesuit, predikant och helgon
- 1624 – Arnold Geulincx, nederländsk filosof
- 1797 – Franz Schubert, österrikisk tonsättare
- 1802 – Nils Ericson, svensk ingenjör och friherre
- 1813 – Agostino Depretis, italiensk politiker, Italiens konseljpresident
- 1824 – Johan Boström, svensk godsägare och riksdagsman
- 1868 – Theodore William Richards, amerikansk kemist, mottagare av Nobelpriset i kemi 1914
- 1869 – Irvine Lenroot, amerikansk republikansk politiker och jurist, senator för Wisconsin
- 1881 – Irving Langmuir, amerikansk kemist och fysiker, mottagare av Nobelpriset i kemi 1932
- 1882 – Richard Lindström, svensk skådespelare och manusförfattare
- 1883 – Oskar von Hindenburg, tysk militär och politiker
- 1884 – Theodor Heuss, tysk politiker, Västtysklands förbundspresident
- 1892 – Eddie Cantor, amerikansk skådespelare, komiker och musikalartist
- 1900 – Georg Skarstedt, svensk skådespelare
- 1902
  - Tallulah Bankhead, amerikansk skådespelare
  - Alva Myrdal, svensk socialdemokratisk politiker och statsråd, mottagare av Nobels fredspris 1982
- 1903 – Ivar Johansson, brottare, trefaldig olympisk guldmedaljör, bragdmedaljör
- 1911 – Dan Thornton, amerikansk republikansk politiker, guvernör i Colorado
- 1912 – August Häfner, tysk SS-officer och krigsförbrytare
- 1914 – Jersey Joe Walcott, amerikansk professionell pugilist, världsmästare i tungvikt
- 1915
  - Bobby Hackett, amerikansk jazzmusiker
  - Håkan Lidman, svensk friidrottare, häcklöpare, bragdmedaljör
  - Thomas Merton, amerikansk trappistmunk och författare
  - Willy Peters, svensk skådespelare och regissör
- 1916 – Yrjö Aaltonen, finländsk regissör och filmfotograf
- 1919
  - Jackie Robinson, amerikansk basebollspelare
  - Olof Sjöstrand, svensk stuntman och cirkusartist
  - Annika Tretow, svensk skådespelare och konstnär
- 1920 – Stewart Udall, amerikansk demokratisk politiker, USA:s inrikesminister
- 1921
  - John Agar, amerikansk skådespelare
  - Carol Channing, amerikansk sångare och skådespelare
  - Mario Lanza, amerikansk skådespelare och sångare
- 1923
  - Norman Mailer, amerikansk författare
  - Jorge María Mejía, argentinsk kardinal
- 1929
  - Rudolf Mössbauer, tysk fysiker, mottagare av Nobelpriset i fysik 1961
  - Jean Simmons, brittisk skådespelare
- 1930 – Joakim Bonnier, svensk racerförare
- 1932 – Erik Höglund, svensk skulptör, målare, grafiker och glaskonstnär
- 1934 – Suzanne Dansereau, svensk TV-producent
- 1935
  - Richard Lindskog, svensk operettsångare och skådespelare
  - Kenzaburo Oe, japansk författare, mottagare av Nobelpriset i litteratur 1994
- 1937 – Suzanne Pleshette, amerikansk skådespelare
- 1937 – Philip Glass, amerikansk kompositör och musiker
- 1938 – Beatrix, regerande drottning av Nederländerna
- 1941 – George S. Mickelson, amerikansk republikansk politiker, guvernör i South Dakota
- 1942 – Evy Palm, svensk långdistans- och maratonlöpare
- 1945 – Joseph Kosuth, amerikansk konceptkonstnär
- 1946 – Dutch Ruppersberger, amerikansk demokratisk politiker, kongressledamot
- 1947 – Nolan Ryan, amerikansk basebollspelare
- 1951 – Dave Benton, estländsk-arubisk sångare
- 1953 – Sergej Ivanov, rysk politiker
- 1956 – John Lydon, brittisk musiker, sångare i gruppen Sex Pistols med artistnamnet Johnny Rotten
- 1960 – Douglas Johansson, svensk skådespelare
- 1964 – Billey Shamrock Gleissner, svensk musiker och underhållningsartist
- 1965 – Guido Marini, romersk-katolsk präst, påvlig ceremonimästare
- 1966 – J.J. Lehto, finländsk racerförare
- 1967 – Chad Channing, amerikansk musiker, trumslagare i gruppen Nirvana
- 1968 – Ulrica Messing, svensk socialdemokratisk politiker, riksdagsledamot och statsråd, landshövding i Blekinge län
- 1969 – Svante Karlsson, svensk artist och rocksångare
- 1973
  - Mattias Nilsson, svensk fotbollsspelare
  - Portia de Rossi, australiensk-amerikansk skådespelerska
- 1975 – Preity Zinta, indisk skådespelare
- 1977 – Kerry Washington, amerikansk skådespelerska
- 1981 – Justin Timberlake, amerikansk popsångare
- 1982 – Helena Paparizou, svensk-grekisk sångare, fotomodell och skådespelare
- 1984 – Michail Grabovskij, vitrysk ishockeyspelare
- 1985 – Kalomoira, grekisk sångare
- 1990 – Jacob Markström, svensk ishockeymålvakt

## Avlidna
- 1375 – Margareta Drummond, omkring 34, drottning av Skottland 1364–1369 (sista gången omnämnd detta datum; troligen död strax därefter)
- 1533 – Ludovica Albertoni, 58, italiensk adelsdam och änka, saligförklarad 1671
- 1598 – Anna av Österrike, 24, drottning av Polen och Sverige sedan 1592
- 1606 – Guy Fawkes, 35, engelsk katolsk konspiratör (avrättad)
- 1635 – Johannes Chesnecopherus, 53, svensk läkare, professor i medicin och rektor för Uppsala universitet
- 1736 – Filippo Juvarra, 57, italiensk arkitekt
- 1788 – Karl Edvard Stuart, 67, brittisk tronpretendent, mest känd som Bonnie Prince Charlie
- 1799 – Johan Stenhammar, 29, svensk skald, ledamot av Svenska Akademien sedan 1797
- 1824 – Malte Ramel, 76, svensk hovkansler och riksråd, ledamot av Svenska Akademien sedan 1797 samt tillförordnad kanslipresident 1785–1786
- 1828 – Alexandros Ypsilantis den yngre, 35, grekisk frihetskämpe
- 1844 – Henri Gatien Bertrand, 70, fransk greve och general
- 1873 – Joel Aldrich Matteson, 64, amerikansk demokratisk politiker, guvernör i Illinois 1853–1857
- 1888 – Giovanni Bosco, 72, italiensk romersk-katolsk präst, ordensgrundare och filantrop samt helgon
- 1895 – Ebenezer R. Hoar, 78, amerikansk jurist och republikansk politiker
- 1933 – John Galsworthy, 65, brittisk författare, mottagare av Nobelpriset i litteratur 1932
- 1935 – Albert McIntire, 82, amerikansk republikansk politiker och jurist, guvernör i Colorado 1895–1897
- 1955 – John Raleigh Mott, 89, amerikansk förgrundsgestalt i World Student Christian Federation, mottagare av Nobels fredspris 1946
- 1956 – A.A. Milne, 74, brittisk författare, mest känd för böckerna om Nalle Puh
- 1960 – Auguste Herbin, 77, fransk målare
- 1972 – Fritiof Nilsson Piraten, 76, svensk författare
- 1974 – Samuel Goldwyn, 91, amerikansk filmproducent
- 1976 – Evert Taube, 85, svensk författare, konstnär, trubadur och kompositör
- 1983 – Astor Holmqvist, 59, svensk inspicient, cirkusartist och turnéledare
- 1987 – Yves Allégret, 79, fransk regissör
- 1993 – Helga Görlin, 92, svensk sopran och hovsångare
- 1994 – François Bronett, 61, svensk cirkusdirektör
- 2000 – Jafar Salmasi, 81, iransk tyngdlyftare
- 2001 – Gordon R. Dickson, 77, kanadensisk science fiction-författare
- 2005 – Ingemar Simonsson, 73, svensk präst och debattör
- 2006 – Moira Shearer, 80, brittisk skådespelare och ballerina
- 2007
  - Inger Hammar, 64, svensk lärare och historiker
  - Kirill Babitzin, 56, finländsk artist med artistnamnet Kirka
  - Mohammed Jamal Khalifa, 49, saudisk affärsman, svåger till Usama bin Ladin
- 2009
  - Jan Francke, 75, svensk jurist och kammarrättspresident, ordförande i Svenska Tennisförbundet
  - Erland von Koch, 98, svensk tonsättare
- 2010 – Kage Baker, 57, amerikansk science fiction- och fantasy-författare
- 2011
  - Eunice Sanborn, 114, amerikansk kvinna, världens äldsta människa sedan året före
  - Michael Tolan, 85, amerikansk skådespelare
- 2012
  - Mike Kelley, 57, amerikansk konstnär
  - Dorothea Tanning, 101, amerikansk konstnär
- 2014
  - Gundi Busch-Johansson, 78, tysk-svensk konståkare
  - Miklós Jancsó, 92, ungersk filmregissör
- 2015
  - Lizabeth Scott, 92, amerikansk skådespelare
  - Richard von Weizsäcker, 94, tysk politiker, förbundspresident 1984–1994
- 2020 – Mary Higgins Clark, 92, amerikansk författare